# Grace de Capitani
Pour les articles homonymes, voir de Capitani.
Grace de Capitani, de son vrai nom Maria Grazia de Capitani, née le 17 juin 1957 à Bruxelles, (Bruxelles-Capitale, Belgique), est une actrice et poétesse belgo-italienne.

## Biographie
Grace de Capitani prend des cours de théâtre d'abord à Bruxelles au théâtre royal des Galeries avec comme professeurs Jacques Joel et Georges Pirlet, puis à Paris, au cours Florent avec Francis Huster.
Sa carrière d'actrice débute en 1982 avec le film Les Sous-doués en vacances de Claude Zidi puis les Ripoux. 
Grâce à cette expérience humoristique et populaire, elle monte sur scène, notamment avec Michel Galabru, et enchaîne de très nombreux téléfilms et séries : de 1986 à 1988, elle joue l'un des personnages principaux de la série Espionne et tais-toi et apparait notamment dans Navarro, Nestor Burma et plus récemment dans deux prime-time spéciaux de Scènes de ménages.
Se faisant plus rare au cinéma à partir du milieu des années 1990, elle se consacre essentiellement au théâtre. Elle joue dans la comédie Le Clan des veuves dès septembre 2011 qui fait l’objet d’une tournée en France, en Suisse et en Belgique.
Depuis début septembre 2016, Grace de Capitani anime une chronique intitulée Carte blanche dans le podcast Les artistes ont la parole animé par Michel Berger,.

### Vie privée
En 2011, elle rencontre Jean-Pierre Jacquin, chef cuisinier, qui devient son compagnon.

## Filmographie

### Cinéma

#### Longs métrages
- 1982 : Les Sous-doués en vacances de Claude Zidi : Claudine / Hélène
- 1983 : Vous habitez chez vos parents ? de Michel Fermaud : Dominique
- 1984 : Canicule d'Yves Boisset : Lily
- 1984 : Les Ripoux de Claude Zidi : Natacha
- 1987 : Le Moustachu de Dominique Chaussois : la peste
- 1989 : Les cigognes n'en font qu'à leur tête de Didier Kaminka : la mère porteuse postulante
- 1990 : Promotion canapé de Didier Kaminka : Catherine Moreau
- 1990 : Ripoux contre ripoux de Claude Zidi : Natacha
- 1993 : La Chambre 108 de Daniel Moosmann : Janine
- 1994 : Dieu que les femmes sont amoureuses de Magali Clément : Cathy
- 2016 : Le Cabanon rose de Jean-Pierre Mocky : la femme du maire
- 2016 : Rouges étaient les lilas de Jean-Pierre Mocky : la concierge
- 2017 : Des amours, désamour de Dominic Bachy : la mère de Manon
- 2022 : Tous flics de Jean-Pierre Mocky : Roxane

#### Courts métrages
- 1987 : L'Amour est blette de Magali Clément : elle
- 1990 : Carnaval d'Arnaldo Jabor : Aline
- 2007 : Le Troisième œil de Gregory Desarzens : l'ange

### Télévision
- 1984 : Billet doux, feuilleton de Michel Berny : Pépette
- 1986-1988 : Espionne et tais-toi de Claude Boissol (treize épisodes) : Agnès
- 1991 : Le Piège de Serge Moati : Yolande
- 1991 : Meurtre avec prémédiation : Le Squale : Séverine
- 1992 : Honorin et la Loreleï de Jean Chapot : Julia
- 1993 : Embrasse-moi vite ! de Gérard Marx : Marie Chevasson
- 1993 : Navarro (épisode Coupable je présume ? de Nicolas Ribowski) : Laura Marcos
- 1994 : Navarro (épisode Froid devant ! de Nicolas Ribowski) : Laura Marcos
- 1994 : Adieu les roses de Philippe Venault : Madeleine
- 1995 : Vents contraires d'Allan A. Goldstein : Marie
- 1995 : Meurtres par procuration de Claude-Michel Rome : Raphaëlle Adler
- 1995 : L'Histoire du samedi : Une page d'amour : Juliette Deberle
- 1996 : Folle de moi de Pierre Joassin : Claire Girod
- 1996 : Une fille à papas de Pierre Joassin : Sophie
- 1997 : Les Petites bonnes de Serge Korber : Marie
- 1998 : Un père inattendu d’Alain Bonnot : Cécile
- 1999 : Le Secret de Saint-Junien de Christiane Spiero : Françoise
- 2003 : Action Justice : Un mauvais médecin de Jean-Pierre Igoux : Antoinette Fromentine
- 2003 : Nestor Burma (épisode : Machinations pour machines à sous de Laurent Carcélès) : Gilda
- 2006 : Chassé croisé amoureux de Gérard Cuq
- 2015 : Scènes de ménages : Enfin en vacances à la mer de Karim Adda et Francis Duquet : Martine
- 2017 : Scènes de ménages : Cap sur la Riviera : Martine
- 2019 : Myster Mocky présente, épisode Un décès dans la famille de Jean-Pierre Mocky

## Théâtre
- 1980 : L’Ami du président de Félicien Marceau, mise en scène Jacques Rosny, Théâtre royal du Parc
- 1982 : Flock de Sylvain Rougerie, mise en scène Étienne Bierry, Théâtre de Poche Montparnasse
- 1986 : Le Misanthrope de Molière, mise en scène Françoise Petit, Théâtre des Célestins
- 1988 : La Présidente de Jean Poiret, mise en scène Pierre Mondy, Théâtre des Variétés
- 2000 : Moi, mais ... en mieux de Jean-Noël Fenwick, mise en scène Jean-Claude Idée, Théâtre de la Michodière
- 2002 : Le Canard à l'orange de William-Douglas Home, mise en scène Gérard Caillaud, Théâtre de la Michodière
- 2011 : Le Clan des héritiers de Saul O'Hara, mise en scène Jean-Pierre Dravel et Olivier Macé, tournée[7]
- 2012 : Le Clan des veuves de Ginette Beauvais-Garcin, mise en scène Jérôme Foucher, tournée, Alhambra (Paris)[8]
- 2014 : Ma mère me rend dingue! de Jérémy Lorca, mise en scène Olivier Lejeune, tournée
- 2017: Tout bascule d'Olivier Lejeune mise en scène de l'auteur, tournée[9]
- 2018 - 2019: Le Bourreau des cœurs de Patricia Celerier, mise en scène Hugues Clairval, tournée[10]

## Recueils de poésie
- 2007 : Moments de Grâce - Éditions Ramsay -  (ISBN 978-2841149186)
- 2010 : État de Grâce - Éditions Autres Temps -  (ISBN 9782845213883)
- 2014 : La Grâce des mots - Éditions Au Verso -  (ISBN 9782367150420)